# Justin Bieber
Justin Drew Bieber (London, Ontario, 1 de marzo de 1994) es un cantante y compositor canadiense. En 2008, el exejecutivo de la industria musical Scooter Braun descubrió casualmente el talento de Justin Bieber cuando se encontraba viendo algunos vídeos en YouTube, donde Bieber se dedicaba a subir algunas versiones de sus cantantes favoritos que él interpretaba junto a su guitarra. Tiempo después, Braun se convirtió en su mánager. Scooter Braun reunió a Justin Bieber con el también cantante estadounidense Usher en Atlanta, donde Justin firmaría un contrato con el sello discográfico de Scooter Braun y Usher, Raymond Braun Media Group (RBMG) y otro contrato con Island Records, ofrecido por L.A. Reid.
En el verano de 2009, a la edad de 15 años, Justin Bieber publicó su primer sencillo debut «One Time», canción que se posicionó en las primeras posiciones de las listas de éxitos en más de diez países. El lanzamiento fue seguido por el de su álbum debut My World, el 17 de noviembre de 2009, el cual recibió críticas muy positivas y una certificación de platino por la RIAA. Justin Bieber se había convertido en el primer artista en tener siete sencillos de un álbum debut en la Billboard Hot 100. Su primer álbum de estudio completo, My World 2.0, fue publicado el 23 de marzo de 2010 y fue precedido por el éxito internacional «Baby». En agosto de 2011, el videoclip oficial de la canción «Baby» se convirtió en el vídeo musical más visto de YouTube de la época, con alrededor de más de 300 millones de reproducciones en pocas semanas. En junio de 2010, a la edad de 16 años, realizó su primera gira, My World Tour. Para ese entonces, Justin Bieber ya se había convertido en todo un ídolo adolescente.
Bieber es el único cantante en romper récords mundiales desde muy pequeño. En 2011, destronó el puesto a Elvis Presley en conseguir 7 números #1 antes de los 25, algo que no sucedía hacía 47 años.
Además de eso, es el único  que tiene 12 canciones en las más altas listas de la historia de la industria musical, así, superando a Michael Jackson. Es por ello, que diferentes medios, han comparado o tildado de "el nuevo Michael" o el "nuevo rey del Pop".
Galardón distinguido, ganador de 2 Grammys a su corta edad, ostenta varios récords, a los 16 años, se convirtió en el artista más joven en la historia musical en lograr un álbum número #1 en la lista Billiboard 200.
Ha sido nominado y galardonado en numerosas ocasiones, ganando el Premio "Artista Del Año" de los American Music Awards en 2010 y siendo nominado en la 53.ª entrega de los Premios Grammy en las categorías de Mejor Artista Revelación y Mejor Álbum Pop.

## Biografía

### Primeros años
Justin Drew Bieber nació el 1 de marzo de 1994 en el St.Joseph's Hospital, en London, Canadá. Poco después se trasladaría a Stratford, Ontario, Canadá, ciudad donde creció.
Se crio junto a su madre, Pattie Mallette, madre soltera. Su madre le dio a luz cuando tenía 18 años, y durante su juventud ocupó diversos trabajos de baja remuneración para mantener el hogar en el que ella y Justin vivían. 
Su padre es Jeremy Bieber un carpintero que se había casado con otra mujer y tuvo otros dos hijos. El bisabuelo paterno de Justin Bieber era alemán, mientras que el resto de la familia paterna de Justin Bieber es inglesa e irlandesa. Su familia materna es de origen franco-canadiense.
Durante su niñez, Justin demostró interés por el hockey, el fútbol y el ajedrez, pero siempre mantuvo para sí mismo sus aspiraciones musicales. Con el paso de los años aprendió de manera autodidacta a tocar el piano, la batería, la guitarra y la trompeta. A la edad de 12 años, participó en un concurso local de canto en Stratford, donde obtuvo el segundo lugar tras cantar el tema «So Sick» del cantante de R&B Ne-Yo. Al ver el talento de su hijo, su madre decidió publicar un video del concurso en YouTube para que los familiares y amigos cercanos pudiesen ver al pequeño.
En 2008, Pattie comenzó a subir otros videos del joven, en los que este aparecía interpretando canciones de cantantes como Usher, Chris Brown, Stevie Wonder, Justin Timberlake y Ne-Yo.

## Carrera musical

#### Descubrimiento
Scooter Braun, un exejecutivo de marketing de So So Def, vio casualmente uno de los videos de Justin Bieber en el año 2008 cuando se encontraba en Internet, mientras buscaba videos de otro artista musical. Impresionado, investigó el teatro en el que el joven cantante se presentaba en aquel momento, localizó su escuela y finalmente se puso en contacto con la madre de Justin. Inicialmente su madre, Pattie Mallette se mostró muy desconfiada. Sin embargo, Pattie se refugió en el cristianismo y pidió por el amparo de su joven hijo, ella afirmó haber rezado múltiples veces «Dios, te lo ofrecí. Podrías enviarme un hombre cristiano, un sello discográfico cristiano», recuerda. Sin embargo, tras rezar con los pastores de su Iglesia y recibir el apoyo necesario, permitió que su hijo, quien entonces contaba con 14 años de edad, viajara solo junto a Scooter Braun a Atlanta, Georgia, Estados Unidos, para que grabase su primera Demo. Una semana después de su llegada a Estados Unidos, Justin Bieber tuvo la oportunidad de cantar para Usher, quien se interesó en él. Tras ello, Justin firmó un contrato con Raymond Braun Media Group (RBMG), una empresa conjunta entre Braun y Usher. Justin Timberlake también mostró interés en el joven cantante, pero perdió la puja ante Usher, quien presentó una mejor oferta por el joven. Posteriormente Usher planificó una audición con L.A. Reid, de Island Def Jam Music Group, quien fichó a Justin Bieber en la compañía discográfica Island Records en el mes octubre de 2008. Este contrato resultó en un acuerdo comercial conjunto con RBMG. Desde entonces Justin Bieber estableció su residencia en Atlanta, Estados Unidos, esta vez junto a su madre, Pattie.
Atlanta también era la ciudad de residencia de Usher y Scooter Braun — quien se convirtió en su mánager desde la mudanza de Justin a Los Estados Unidos—, para que este pudiese desarrollar su carrera musical poco a poco.

#### 2009:My World

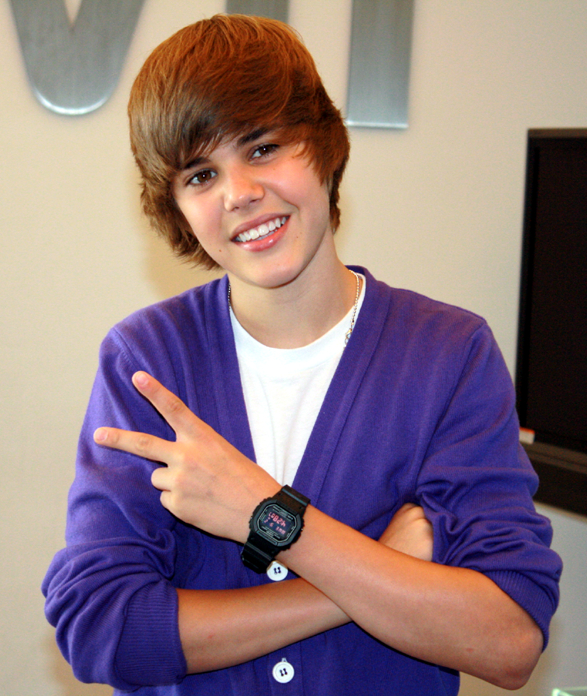
Justin Bieber en septiembre de 2009, durante una firma de autógrafos en la tienda Nintendo World Store de Nueva York, después de haber ofrecido un concierto en acústico.

El primer sencillo de Justin Bieber, «One Time», fue lanzado por la radio en el momento en que se encontraba grabando su álbum debut. 
La canción alcanzó la posición 12 en la lista de éxitos Canadian Hot 100 en su primera semana de lanzamiento, en el mes de julio de 2009, y posteriormente alcanzó la ubicación 17 en la lista Billboard Hot 100. El sencillo tuvo mucho éxito en los mercados internacionales, en otoño de ese mismo año. El 7 de enero de 2010 «One Time» recibió una certificación de platino por la RIAA en los Estados Unidos y el 27 de septiembre en Canadá, y también recibió una certificación como disco de oro en Australia y Nueva Zelanda.
Su primer álbum My World salió al mercado el 17 de noviembre de 2009 y debutó en el número seis de la Billboard 200. Los tres sencillos «One Less Lonely Girl», «Love Me» y «Favorite Girl» fueron publicados de manera exclusiva en la tienda iTunes Store y alcanzaron las primeras cuarenta posiciones de la Billboard Hot 100. Posteriormente se lanzó a través de la radio el tema «One Less Lonely Girl» y alcanzó las primeras quince posiciones en las listas de conteo de Estados Unidos y Canadá, y también debido al número de ventas fue certificado con disco de oro. Con el paso del tiempo My World fue certificado platino en Estados Unidos y doble platino en Canadá y Reino Unido. Para promocionar su álbum, el cantante se presentó en varios programas televisivos como VMA 09 Tour del canal mtvU, en el programa The Dome de la cadena alemana RTL II, en The Next Star del canal canadiense YTV, en Good Morning America de la cadena estadounidense ABC, en Chelsea Lately, en The Today Show, en The Wendy Williams Show, en The Ellen DeGeneres Show, en el programa de videos musicales 106 & Park de la cadena Black Entertainment Television donde apareció junto a Rihanna, entre otros. A finales de 2009 fue invitado a un episodio de la serie de televisión estadounidense True Jackson, VP.
El 13 de diciembre de 2009 participó junto a otros artistas en la celebración Christmas in Washington, la cual es organizada cada año en la Casa Blanca. Durante la presentación contó con la presencia del presidente Barack Obama y la primera dama Michelle Obama e interpretó la canción de Stevie Wonder «Someday at Christmas». El programa se transmitió en los Estados Unidos el 20 de diciembre por el canal de televisión TNT. El 31 de diciembre de 2009 fue uno de los artistas invitados al especial de Año Nuevo Dick Clark's New Year's Rockin' Eve with Ryan Seacrest de la cadena de televisión estadounidense ABC y presentado por Ryan Seacrest. El 31 de enero de 2010 fue uno de los presentadores de la 52.ª entrega de los Premios Grammy. Asimismo fue invitado a ser uno de los vocalistas de una nueva versión del tema «We Are the World» con motivo del vigesimoquinto aniversario de su grabación y para recaudar fondos para la reconstrucción de Haití tras el Terremoto de Haití de 2010. En esta nueva versión Bieber interpretó la primera parte de la estrofa introductoria, concretamente el fragmento que Lionel Richie interpretó en la versión original. El 12 de marzo de 2010 una versión de la canción Wavin' Flag de K'naan fue publicada por un grupo de músicos canadienses conocidos como Young Artists for Haiti y en la que Bieber interpretó los versos finales.

#### 2010:My World 2.0yMy Worlds Acoustic

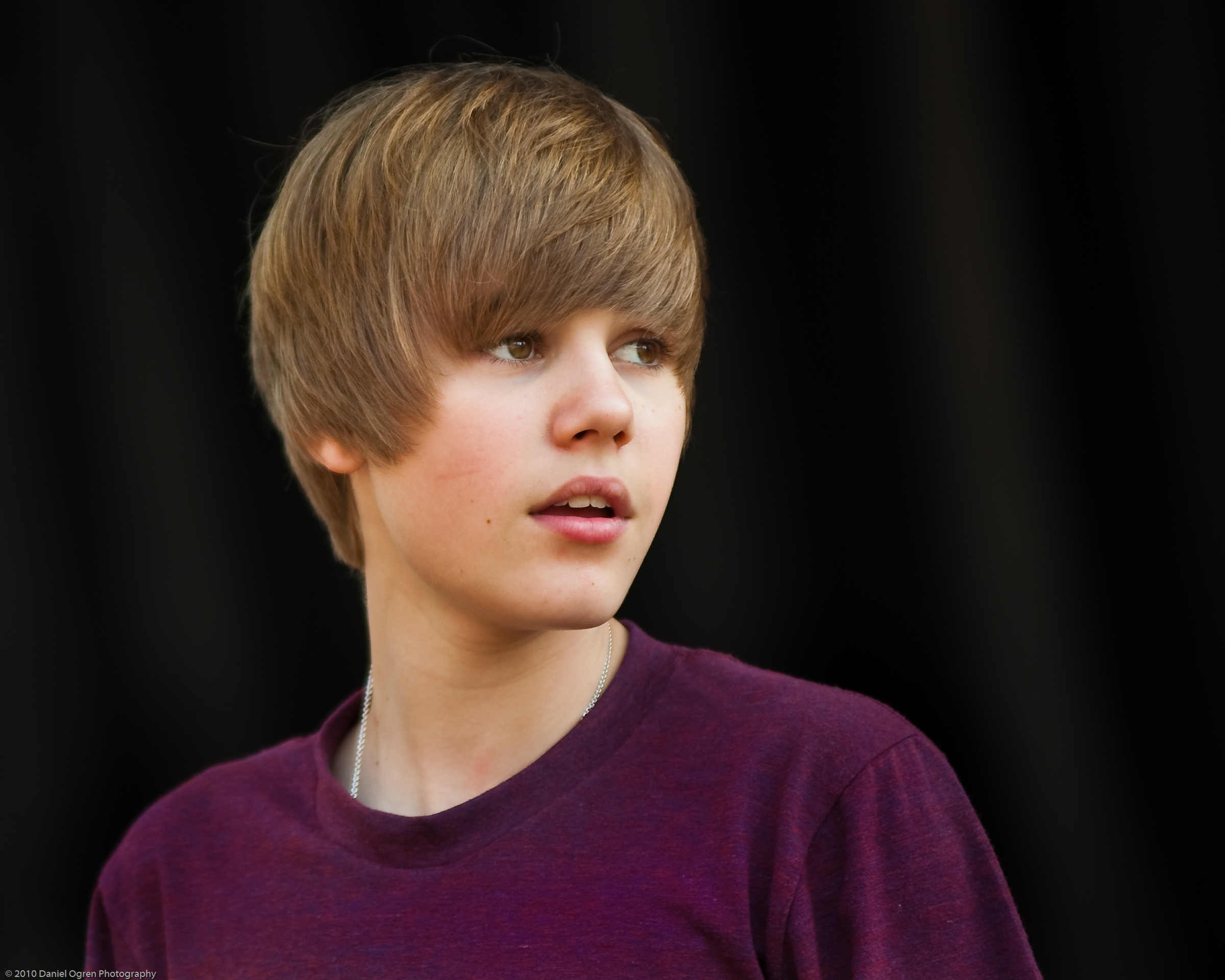
Bieber en 2010.

En enero de 2010 publicó «Baby», el primer sencillo de My World 2.0 —continuación de My World—, y donde canta junto a Ludacris. La canción se convirtió en su mayor éxito hasta el momento, ya que se ubicó en la quinta posición de la lista de sencillos más escuchados en los Estados Unidos y alcanzó las primeras diez posiciones en siete países. Los sencillos digitales «Never Let You Go» y «U Smile» alcanzaron las primeras treinta posiciones en la lista estadounidense Billboard Hot 100 y en Canadá alcanzaron las primeras veinte posiciones de éxitos. De acuerdo a Metacritic el álbum recibió «por lo general críticas favorables». El álbum también debutó en primera posición en la lista Billboard 200 de los Estados Unidos, lo que convirtió a Bieber en el solista masculino más joven en liderar la lista desde que Stevie Wonder se posicionase en primer lugar en 1963. De la misma forma, My World 2.0 debutó en primera posición en las listas oficiales de ventas de álbumes de Canadá, Irlanda, Australia y Nueva Zelanda, y alcanzó las primeras diez posiciones en otros quince países. Para promocionar su álbum se presentó en varios programas en directo como The View, en la entrega de premios Nickelodeon's Kid's Choice Awards de 2010, Nightline, Late Show with David Letterman, The Dome y 106 & Park. También contó con la colaboración de Sean Kingston en el sencillo «Eenie Meenie», el cual fue incluido en su primer álbum. La canción alcanzó las primeras diez posiciones en las listas de éxitos del Reino Unido y Australia, y las primeras veinte posiciones en algunos países.
El 10 de abril de 2010 participó en calidad de artista invitado en el programa Saturday Night Live. El 4 de julio de ese mismo año, con motivo de la celebración del Día de la Independencia de los Estados Unidos, dio un concierto en el espectáculo de fuegos artificiales de la tienda por departamentos Macy's en Nueva York, donde interpretó «Baby» y «Somebody to Love». El segundo sencillo de su álbum My World 2.0, titulado «Somebody to Love», fue publicado en abril junto con una remezcla de la misma canción en la que contó con la participación del cantante Usher. El sencillo alcanzó la décima posición en las listas musicales de Canadá, en los Estados Unidos llegó a la decimoquinta posición y en algunos países se ubicó en las veinte primeras posiciones. En junio de 2010 inició su segunda gira musical para promover My World y My World 2.0. La serie de conciertos conformada por 140 presentaciones empezó en la ciudad de Hartford, Connecticut. En julio de 2010 se reportó que era la celebridad más buscada en Internet. Ese mes su video musical «Baby» fue el más visto en YouTube y también fue el más desfavorecido por el público, de hecho superó el número de visitas del video «Bad Romance» de Lady Gaga. En septiembre de 2010 un empleado de Twitter indicó que Bieber era el responsable del tres por ciento del tráfico total del sitio.
En julio de 2010 empezó a grabar su segundo álbum en la ciudad de Nueva York. En aquel momento, debido a la pubertad, su voz era más grave y profunda en comparación de cuando grabó su primer disco. En una declaración del artista en abril de 2010 sobre su registro vocal, dijo «Creo que a todo el mundo le cambia la voz. Tengo un gran entrenador vocal que me está ayudando. Algunas de las notas que alcanzaba en «Baby» ya no las puedo alcanzar más. Tenemos que bajar la tonalidad cuando canto en directo». El cantante y compositor británico Taio Cruz confirmó en julio de 2010 que estaba componiendo canciones para el próximo álbum de Bieber.
El 12 de septiembre de 2010 fue galardonado en los MTV Video Music Awards como artista revelación e interpretó un popurrí de canciones que contenía los temas «U Smile», «Baby» y «Somebody to Love», además de que tocó brevemente la batería. Al mes siguiente anunció que publicaría un álbum acústico titulado My Worlds Acoustic, el cual finalmente salió a la venta el «viernes negro» en los Estados Unidos. El álbum contiene versiones acústicas de sus canciones de discos anteriores y una canción nueva titulada «Pray».

#### 2011-2012:Under the MistletoeyBelieve

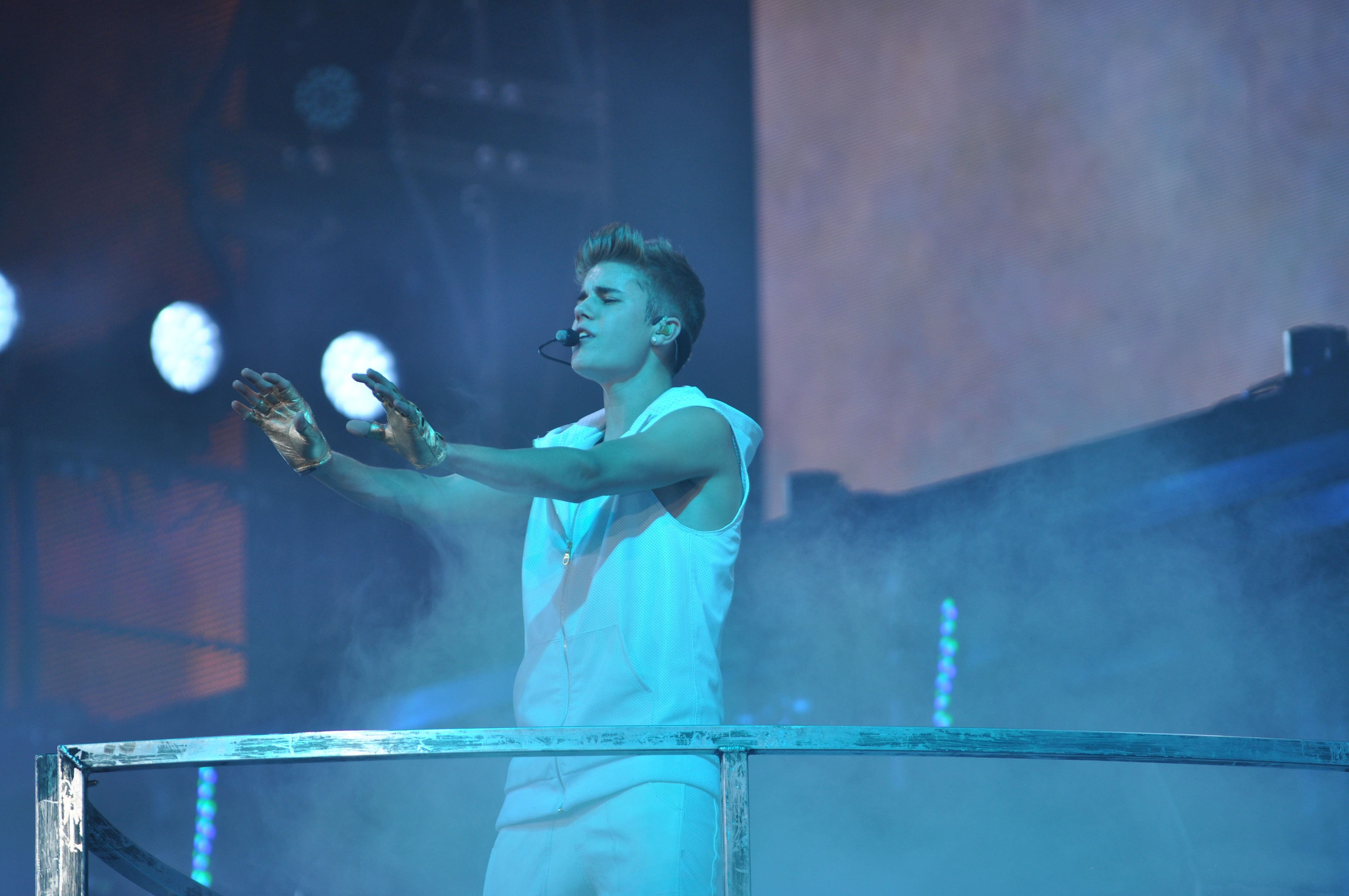
Justin Bieber en un concierto en octubre de 2012.

El 1 de noviembre de 2011 salió a la venta su segundo álbum de estudio titulado Under the Mistletoe. En la primera semana de lanzamiento el disco vendió alrededor de 210.000 copias y debutó en la posición número uno de la lista de éxitos estadounidense Billboard 200. En ese mismo año, la revista Forbes lo catalogó como la tercera celebridad más influyente del mundo, detrás de Lady Gaga y Oprah Winfrey.
A finales del año Bieber empezó a grabar su tercer álbum de estudio titulado Believe y se confirmó que contaría con la colaboración de Kanye West y Drake. El 22 de febrero de 2012, el cantante anunció a través de su cuenta de Twitter que el primer sencillo de Believe sería publicado en marzo de ese año. El 28 de febrero fue invitado al programa The Ellen DeGeneres Show y reveló que el primer sencillo de su nueva producción se llamaría «Boyfriend» y que saldría al mercado el 26 de marzo de 2012. La canción fue coescrita por Mike Posner. El segundo sencillo promocional de álbum, «Die in Your Arms», salió al mercado el 29 de mayo de 2012 y se situó entre las cien primeras posiciones de las listas de éxitos en varios países. Finalmente, el 19 de junio se realizó el lanzamiento comercial de Believe en los Estados Unidos, aunque en países como el Reino Unido y Canadá fue publicado unos días antes. El 11 de mayo, durante la celebración del Día de la Madre en Norteamérica, publicó a través de iTunes la canción «Turn to You», en homenaje a su madre y con el propósito de recaudar fondos para las madres solteras. Durante 2012, Believe vendió 1 324 000 copias en Estados Unidos, donde fue el sexto álbum más vendido del año, según Nielsen SoundScan. Paralelamente, hasta junio de 2013 vendió 33 000 copias en Chile, donde se convirtió en el octavo álbum más vendido en formato físico durante el siglo XXI y en el tercer título anglo más vendido durante dicho periodo, después de 21 de Adele (2011) y Take Me Home de One Direction (2012).
El 7 de marzo de 2013, Bieber se desmayó tras bastidores en el O2 Arena de Londres, después de quejarse de problemas respiratorios a lo largo de su interpretación, y fue llevado al hospital. Bieber canceló su segundo concierto de Lisboa (Portugal) en el Pavilhão Atlântico, que estaba programado para el 12 de marzo, debido la incipiente venta de boletos. El concierto del 11 de marzo continuó. A mediados de agosto de 2013, una versión remezclada de la canción inédita de Michael Jackson, «Slave To The Rhythm», con quien Justin Bieber hizo un dueto, fue filtrada en Internet. Posteriormente, una canción titulada «Twerk» del rapero Lil Twist, con Bieber y Miley Cyrus, también fue filtrada.

#### 2013:Journals
En octubre de 2013, Bieber anunció que lanzaría una nueva canción cada lunes durante diez semanas, como también la película que daría por concluida la era del álbum: Justin Bieber's Believe, que entró en producciones en mayo de 2012 y fue lanzada el 25 de diciembre de 2013. La película es una continuacuón de Justin Bieber: Never Say Never, en la que Jon M. Chu volvió a dirigir. El primer sencillo de la demominada serie Music Mondays, «Heartbreaker», fue lanzado el 7 de octubre. El segunda sencillo, «All That Matters», fue lanzado el 14 de octubre, seguido de «Hold Tight» el 21 de octubre, «Recovery» el 28 de octubre, «Bad Day» el 4 de noviembre, y «All Bad» el 11 de noviembre. El séptimo sencillo, «PYD», interpretado junto a R. Kelly, fue lanzado el 18 de noviembre; fue seguido por «Roller Coaster» el 25 de noviembre, y «Change Me» el 2 de diciembre. El último sencillo, «Confident», interpretado junto a Chance the Rapper, fue lanzado el 9 de diciembre de 2013. Ese mismo día, se anunció que estos diez sencillos se presentarán en una futura colección llamada Journals. Según se ha informado, cuenta con cinco temas inéditos adicionales, un vídeo musical de «All That Matters», y un tráiler para Believe. Journals solo estuvo disponible para su compra a través de iTunes por un tiempo limitado: del 23 de diciembre de 2013 al 9 de enero de 2014. Los títulos de las cinco nuevas canciones adicionales son: «One Life», «Backpack» con Lil Wayne, «What's Hatinin» junto a Future, «Swap It Out», y «Memphis», con Big Sean y Diplo.

#### 2015-2017:Purpose

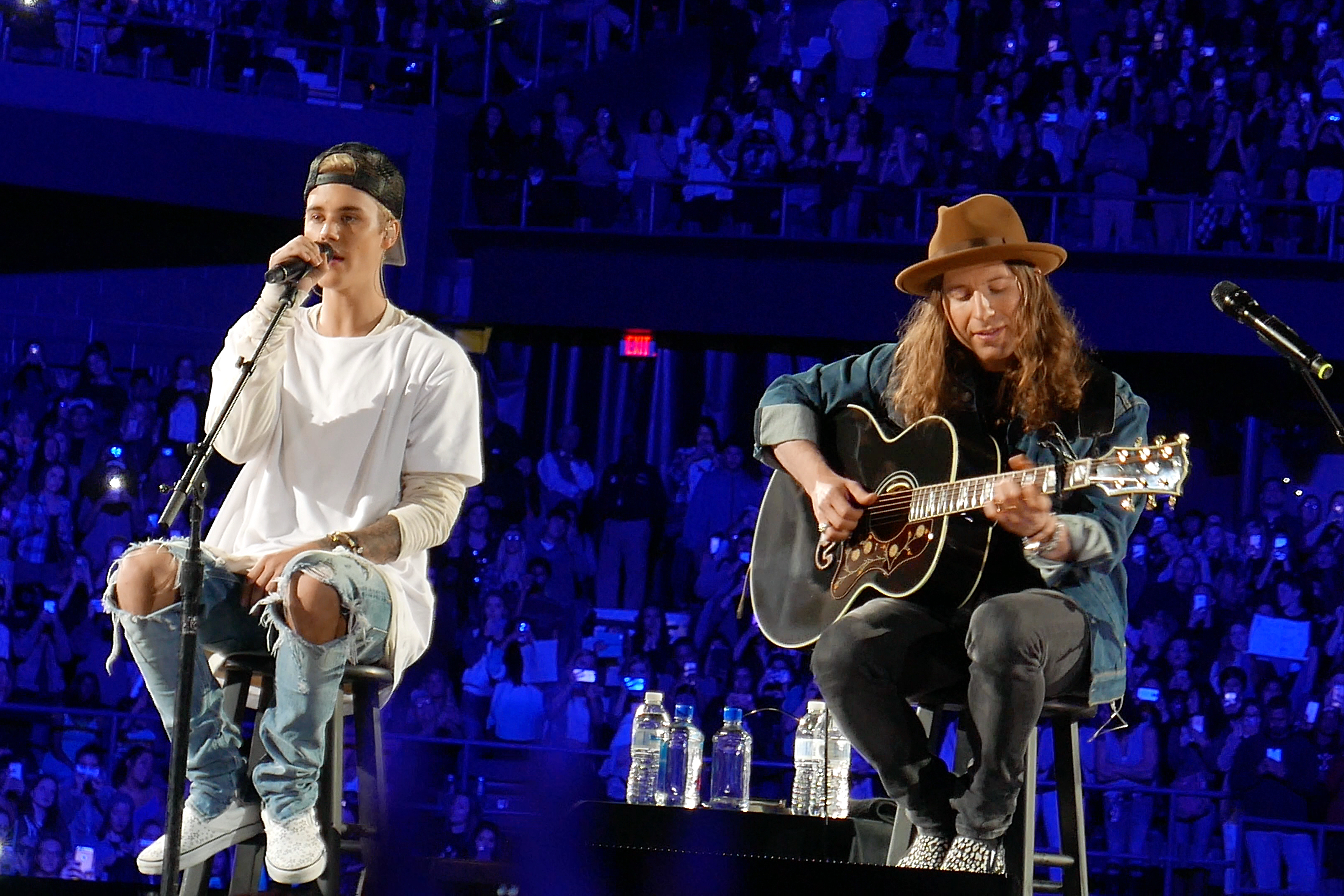
Justin Bieber interpretando Love Yourself en el estadio Allstate Arena en Rosemont, Illinois (2015).

El 28 de agosto de 2015, Bieber lanzó un nuevo sencillo titulado "What Do You Mean?" Como el sencillo principal de su cuarto álbum de estudio Purpose. La canción es una mezcla de Teen pop, música de baile electrónica y R&B acústico y se convirtió en el primer número uno de Bieber en la Billboard Hot 100. Él se convirtió en el artista masculino más joven a debutar en la cima de esta lista, Obteniendo así un Guiness récord. El 23 de octubre de 2015, Bieber lanzó el segundo sencillo del álbum titulado "Sorry" como una descarga instantánea, con la pre-orden del álbum en iTunes. La canción debutó en el número dos en el Billboard Hot 100.[cita requerida] Después de ocho semanas no consecutivas en el número dos, en la tabla de la semana el 23 de enero de 2016, "Sorry" subió al primer lugar de la lista y se convirtió en el segundo número uno de Bieber en el Billboard Hot 100. El tercer sencillo de Purpose, "Love Yourself" también alcanzó el número uno en Estados Unidos, convirtiendo a Bieber en el primer artista masculino en casi una década en tener tres números de un mismo álbum desde que Justin Timberlake lo hizo por última vez con su álbum FutureSex / LoveSounds en 2006 y 2007. "Company" fue anunciado como el cuarto sencillo el 8 de marzo de 2016. El 12 de febrero de 2016, los primeros cuatro álbumes de Bieber fueron lanzados en vinilo por primera vez.[cita requerida]
Purpose fue lanzado el 13 de noviembre de 2015 y debutó en el número uno en el Billboard 200, convirtiéndose en el sexto álbum de Bieber en debutar en la cima de la lista. Fue el cuarto álbum más vendido de 2015 con ventas mundiales de 3,1 millones de copias.[cita requerida] A junio de 2016, había vendido 4.5 millones de copias a nivel mundial. El 11 de noviembre de 2015, Bieber anunció que se embarcará en el Purpose World Tour. La gira comenzó en Seattle, Washington, el 9 de marzo de 2016 y terminó en el año 2017.
El 22 de julio de 2016, Bieber lanzó un nuevo sencillo con Major Lazer y MØ titulado "Cold Water". Debutó en el número dos, en el Billboard Hot 100, convirtiéndose en el tercer debut número dos de Bieber en la lista, rompiendo el récord de Mariah Carey para convertirse en el artista con más debuts en el número dos; Él también tiene un récord como el artista con más debuts en el número cinco de la misma lista. Posteriormente el 5 de agosto de 2016 colaborando con DJ Snake lanzó "Let Me Love You", alcanzando el puesto número 4 en el Hot 100. En 2016, canceló todos los encuentros programados para toda la gira de Purpose World Tour debido a preocupaciones por su salud mental y bienestar. Aparece en el documental Bodyguards: Secret Lives from the Watchtower.

#### 2019-presente:ChangesyJustice
El 25 de marzo de 2019, Bieber anunció a través de Instagram que se tomará un descanso de la música para solucionar "problemas muy arraigados" con los que ha estado lidiando. Sin embargo, más tarde anunció que se lanzaría un quinto álbum de estudio en el Festival de Música y Artes de Coachella Valley 2019.
El 10 de mayo de 2019, el cantante británico Ed Sheeran y Bieber lanzaron el sencillo "I don't Care", del álbum de Sheeran No.6 Collaborations Project (2019). El dúo había colaborado previamente, con Sheeran coescribiendo la canción de 2015 de Bieber "Love Yourself", y la canción de Major Lazer de 2016 "Cold Water", que interpretó con Bieber. "I don't Care" se convirtió en un éxito mundial, alcanzando el número uno en 26 países, mientras que alcanzó el número dos en los Estados Unidos. Bieber más tarde apareció en una remezcla del sencillo innovador de Billie Eilish "Bad Guy", que fue lanzado el 11 de julio. El 4 de octubre de 2019, Bieber y el dúo de música country Dan + Shay lanzaron la canción "10,000 Hours", debutando en el número cuatro en el Billboard Hot 100 de Estados Unidos.
El 24 de diciembre de 2019, Bieber anunció que lanzaría su quinto álbum de estudio y se embarcaría en su cuarta gira de conciertos en 2020. El primer sencillo del álbum, "Yummy", fue lanzado el 3 de enero de 2020. Debutó en el número dos en el Billboard Hot 100. El 31 de diciembre de 2019, Bieber también lanzó un avance que anuncia su serie documental Seasons de 10 episodios de YouTube Originals, que aparecerá en episodios los lunes y miércoles, a partir del 27 de enero de 2020. Apareciendo en The Ellen DeGeneres Show el 28 de enero de 2020, Bieber finalmente confirmó que la fecha de lanzamiento de su quinto álbum de estudio, Changes, siendo publicado el 14 de febrero de 2020. El mismo día, también lanzó un sencillo promocional para el álbum "Get Me", con el cantante Kehlani. El 7 de febrero, Bieber lanzó "Intentions" (con Quavo) como el segundo sencillo del álbum. Alcanzó el número nueve en el Billboard Hot 100. Changes fueron lanzados el 14 de febrero, debutando en el número uno en el Billboard 200, su séptimo álbum número uno en los Estados Unidos.
El 27 de enero de 2020, en el estreno de la serie documental Bieber's Seasons, Bieber anunció un nuevo sencillo, "La Bomba", con el cantante colombiano J Balvin, en el que Bieber cantaría en inglés y español. El 28 de febrero de 2020, se filtró un clip de la filmación del video musical que incluía una parte de la canción. El 8 de mayo de 2020, la cantante estadounidense Ariana Grande y Bieber lanzaron el sencillo "Stuck with U". El 18 de septiembre de 2020, Bieber lanzó una colaboración con Chance the Rapper titulada "Holy", que Bieber llamó el comienzo de su nueva era. Alcanzó el puesto número tres en el Billboard Hot 100. "Holy" sería el primer sencillo del próximo sexto álbum de estudio de Bieber, Justice. El 15 de octubre de 2020, lanzó "Lonely", una colaboración con Benny Blanco que sería el segundo sencillo. Bieber y J Balvin aparecieron en un remix del sencillo de 24kGoldn, "Mood", que fue lanzado el 6 de noviembre de 2020. El 20 de noviembre de 2020, Shawn Mendes y Bieber lanzaron "Monster", para el cuarto álbum de estudio de Mendes, Wonder. El 1 de enero de 2021, Bieber lanzó el tercer sencillo "Anyone".
El 26 de febrero de 2021, Bieber anunció que su sexto álbum de estudio Justice sería lanzado el 19 de marzo de 2021. El 1 de marzo, anunció que el cuarto sencillo del álbum, "Hold On", se lanzaría el 5 de marzo.

## Carrera actoral

#### CSI: Crime Scene Investigation
Bieber debutó como actor en el primer capítulo de la undécima temporada de la serie de televisión estadounidense CSI: Crime Scene Investigation, cuyo estreno fue el 23 de septiembre de 2010, y donde interpretó a Jason McCann, «[...]un adolescente problemático que debe tomar una importante decisión respecto a su único hermano». Tiempo después volvió a participar en un capítulo posterior de la serie, el cual fue emitido el 17 de febrero de 2011, y en el que su personaje muere.

#### Justin Bieber: Never Say Never
El 11 de febrero de 2011 se realizó el estreno del documental Justin Bieber: Never Say Never, que presenta la carrera musical del cantante con grabaciones de su gira de conciertos de 2010. La dirección estuvo a cargo de Jon Chu, conocido por la dirección de la película Step Up 3D, y el cual fue grabado en formato de tres dimensiones. El filme alcanzó las primeras posiciones de la taquilla estadounidense tras recaudar aproximadamente $12.4 millones el día de su estreno en un total de 3.105 salas de cine. Asimismo, durante el primer fin de semana de su estreno en los Estados Unidos, el documental recaudó alrededor de $30.3 millones, cifra que fue superada únicamente por la comedia romántica Just Go With It, que tuvo ganancias de $31 millones. Se dice que Never Say Never superó las expectativas de la industria del cine, con poco margen de diferencia para igualar los $31.1 millones recaudados por el documental Hannah Montana & Miley Cyrus: Best of Both Worlds Concert de 2008, y el cual posee el récord del estreno más taquillero en la categoría de documentales musicales. El estreno del documental de Bieber estuvo acompañado de la publicación de su segundo álbum de remezclas Never Say Never – The Remixes, que salió al mercado el 14 de febrero de 2011 y que contiene remezclas de su primer álbum y que cuenta con la participación de Miley Cyrus, Chris Brown, Kanye West, entre otros.

## Vida personal
Justin Bieber reside en Estados Unidos desde el año 2008. Sin embargo, solamente posee un visado como residente en Estados Unidos temporal, basado en "habilidades o logros extraordinarios" en un campo, en este caso como artista. Respecto a este hecho, Justin Bieber ha declarado que no está interesado en obtener la ciudadanía estadounidense. 
El cantante ha elogiado en múltiples ocasiones a su país, Canadá, como "el mejor país del mundo" ya que considera entre otras cosas, que el sistema de salud establecido por el Gobierno de Canadá es un ejemplo modelo.[cita requerida]

### Relaciones personales
El padre de Justin Bieber, Jeremy Bieber, es un excarpintero, que actualmente se dedica a las artes marciales mixtas. Si bien se sabe que hubo escaso contacto entre ambos durante la niñez del cantante, en marzo de 2014, la revista estadounidense Rolling Stone presentó a Jeremy Bieber, hasta ahora desconocido, como "El hombre que se había separado de la madre de Justin Bieber cuando éste aún era un niño pequeño, y no siempre estuvo presente después. Pero, que últimamente, habría ocupado un lugar de honor en el séquito de su hijo mayor y superestrella", pues Justin habría comenzado una relación de amistad con su progenitor. Este rumor de revinculación de lazos padre e hijo, ha sido confirmado con los años, pues desde entonces se ha visto a Justin Bieber junto a su padre, Jeremy, en numerosas ocasiones. Justin Bieber fue el invitado de honor en la boda de Jeremy Bieber, celebrada en el mes de febrero de 2018 y Justin compartió la foto de la pareja en el momento de su casamiento mediante sus redes sociales, a su vez que en el verano del 2018, volvió a compartir una foto del nacimiento de su nueva hermana por parte de Jeremy Bieber.
Justin Bieber mantuvo una relación intermitente con la cantante y actriz estadounidense Selena Gomez, durante 6 años. Ambos comenzaron la relación siendo adolescentes, cuando él tenía 16 años y ella tenía 18. Las polémicas y altibajos con destacadas rupturas y reconciliaciones de la pareja generaron bastante cobertura mediática y sus fanes les pusieron el nombre en conjunto de "Jelena".
El 10 de julio de 2018, se comprometió con la modelo estadounidense Hailey Baldwin tras comenzar una relación en mayo de ese año. La pareja había mantenido una breve relación sentimental entre finales de 2015 y principios de 2016, sin embargo, a pesar de su ruptura, ambos mantenían una estrecha amistad. Justin Bieber confirmó el compromiso publicando en sus redes sociales: 

«Prometo liderar a nuestra familia con honor e integridad permitiendo que Jesús, a través del Espíritu Santo, nos guíe en todo lo que hacemos y en cada decisión que tomemos».

El 23 de noviembre de 2018, se confirmó que la pareja había contraído matrimonio cuando Justin Bieber afirmaba que ahora era «un hombre casado» y que se dispondría a celebrar su primer día de Acción de Gracias junto a su esposa. La pareja celebró una segunda ceremonia nupcial en Carolina del Sur el 30 de septiembre de 2019. El 23 de agosto de 2024, se anunció el nacimiento de su primer hijo, Jack Blues.

### Creencias
La madre de Justin Bieber, Pattie, es devota del cristianismo y educó a su hijo con esas creencias. Desde pequeño, Justin Bieber se ha descrito a sí mismo como un fiel y devoto seguidor del cristianismo, declarando que siempre se comunica con Dios a través de la oración, y que "Él (Dios) es el motivo por el que estoy aquí", ha afirmado.
Fue bautizado por Carl Lentz, un amigo cercano del cantante y pastor pentecostal de la Iglesia Hillsong de Nueva York, el 9 de enero de 2014, después de que el artista canadiense viviese una experiencia de nuevo nacimiento, tras haber pasado por múltiples problemas de adicciones, depresión y ansiedad durante su adolescencia. El era un miembro de la Iglesia Hillsong, una Iglesia Cristiana evangélica carismática. En el 2021, anunció que se había convertido en miembro de la iglesia evangélica Churchome.
El cantante también ha declarado que todos sus tatuajes tienen un significado espiritual.

### Opiniones
Con respecto a la abstinencia sexual, Justin Bieber declaró a la revista Rolling Stone en 2011 que no creía que se deba tener relaciones sexuales con alguien a menos que sea "la persona de la que estés enamorado". Además, agregó que no está a favor del aborto, tema que le afecta personalmente, pues su madre lo concibió en un momento complicado de su vida y estuvo a punto de interrumpir su embarazo. Sin embargo, cuando se le preguntó sobre el caso del aborto con respecto a la violación, declaró: "No he conocido a nadie nunca que haya tenido que pasar por esa situación, por lo que no lo he vivido, asi que no puedo juzgar eso".
Cuando se le entrevistó sobre su punto de vista sobre la orientación sexual, añadió que "la sexualidad de cada uno, es una decisión personal que cada quien es libre de elegir". Contribuye con el proyecto It Gets Better, una asociación sin fines de lucro cuyo objetivo es prevenir el suicidio entre los jóvenes de la comunidad LGBT que sufren acoso. Bieber también se opuso a la política de separación familiar de la administración Trump, y pidió a Donald Trump que "también dejara salir a esos niños de las jaulas" en 2019.
En 2011, Bieber estuvo entre la lista de creadores de contenido que se opusieron al proyecto de ley S.978, también conocido como la Ley de Transmisión de Delitos Comerciales, que habría convertido la transmisión no autorizada en un delito grave en lugar de un delito menor. Afirmó que la patrocinadora del proyecto de ley, la senadora estadounidense Amy Klobuchar, "¡tiene que ser encerrada y esposada!" Si bien el proyecto de ley finalmente no se aprobó, luego fue reintroducido por el senador Thom Tillis como la Ley de Protección de la Transmisión Legal, y fue promulgada por el entonces presidente Donald Trump en diciembre de 2020 como parte de la Ley ómnibus de Asignaciones Consolidadas de 2021.

### Filantropía
Justin Bieber apoya a "Pencils of Promise", una organización benéfica fundada por Adam Braun, el hermano menor del mánager de Justin Bieber, Scooter Braun. Esta organización construye escuelas para niños y adolescentes en países en vías de desarrollo. Justin Bieber se convirtió en el líder de la campaña que realizó dicha organización en Guatemala.[cita requerida]
El cantante participa siempre en las galas para la recaudación de fondos de dicha organización benéfica y también dona parte de las ganancias de sus conciertos y de su empresa de fragancias además organizaciones de las que es socio. 
Es partícipe de la asociación PETA, y él mismo alienta a través de sus redes sociales a que las personas se ofrezcan como voluntarias y también a que elijan siempre adoptar en refugios de animales en lugar de comprar mascotas de criadores o en tiendas.[cita requerida]
En 2013, Justin Bieber lanzó su campaña #GiveBackPhilippines, para ayudar a las víctimas del tifón Haiyan, viajando él personalmente a Filipinas, después de haber recaudado 3 millones de dólares con su campaña. Su apoyo y donación hacia el país de Filipinas le valió una estrella en el Paseo de la fama de Filipinas.[cita requerida]
El artista canadiense, apoya y dona constantemente a las también organizaciones benéficas "Children's Miracle Network Hospitals" y "Alzheimer's Association".[cita requerida]

## Fenómeno mediático
Un antiguo artículo publicado en el periódico británico The Observer establecía que el fenómeno adolescente Justin Bieber, tendría más influencia en las redes sociales que Barack Obama o el dalái lama. 
Según el periodista Jan Hoffman, del periódico estadounidense The New York Times, parte de la atracción hacia Justin Bieber se debía a su canal de YouTube donde mucho antes de que publicase su primer EP, My World, a mediados de noviembre, los videos que subía el joven a su cuenta de YouTube habían sido vistos por millones de personas. Su representante, Scooter Braun, supo reconocer la atracción que ejercía Justin Bieber en el público joven antes de que se reencontrarse con él, y, por esta razón, le solicitó que en primera instancia, trabajara más en su canal de YouTube grabando vídeos caseros para publicarlos. En una entrevista, Scooter Braun, declaró que le pidió a Justin Bieber que 
«Cantase como si no hubiese nadie en la habitación». También le dijo: «El producto será destinado a los más jóvenes, dejemos que ellos hagan el trabajo, para que así sientan que les pertenece». A pesar de la fama que adquirió, Justin Bieber continuó publicando videos al mismo canal de YouTube. Tiempo después, abrió una cuenta en Twitter, que consiguió millones de seguidores en un tiempo récord.
Sus fanáticos, fueron denominados «beliebers», palabra resultado de la unión de las palabras «Bieber», apellido del artista y «Believe (Creer)». Se estimó que su cuenta ganaría cada día más de 24.000 nuevos seguidores. Sus cuentas de YouTube y Twitter han demostrado ser herramientas de marketing durante años, por ejemplo, su video musical del tema «One Time» comenzó a venderse rápidamente después de haber sido publicado en su canal de YouTube.
El amor de las beliebers hacia Justin Bieber se hizo llamar Bieber fever, o Fiebre Bieber en español. La Fiebre Bieber fue descrita como un flechazo amororoso hacia él y su música, llegando hasta el punto de ser una obsesión dañina o histérica. Los principales beliebers fueron en su mayoría preadolescentes o adolescentes, especialmente del sexo femenino. Según Cathleen Falsani, la música de Bieber «Da a las fans femeninas una forma no solo de fantasear de forma romántica y sexual con él, sino para labrarse diferentes versiones subversivas de la heterosexualidad».
Las beliebers también le mandaban con frecuencia mensajes por Twitter expresándole su amor e incluso existieron santuarios dedicados a Justin Bieber. La película Never Say Never, de 2011, está especialmente dedicada al movimiento Belieber y su influencia en la fama de Justin Bieber, el ídolo adolescente del año 2010.
Usher declaró en una entrevista que, aunque firmó su primer contrato musical a la misma edad que Justin Bieber, «A él, el éxito le llegó paulatinamente, en cambio a Bieber el éxito le llegó abruptamente». 
Como resultado de su rápida fama, Usher, Braun, Kenny — el guardaespaldas de Bieber— y otros adultos que se ocupaban de él ayudándolo a gestionar la fama y su imagen pública. Después de que el joven cantante firmara su contrato musical, Usher asignó a Ryan Good, uno de sus antiguos asistentes, para que fuese su estilista personal y su mánager en sus giras musicales.
Ryan Good, que en su momento fue apodado el «arrogante entrenador» de Justin Bieber, le dio al joven un «aspecto callejero» que consistía en gorras de béisbol, sudaderas, placas colgantes identificadoras de tipo militar y zapatillas llamativas. 
Amy Kaufman, del periódico The Los Angeles Times comentó, «Aunque Bieber es un producto de clase media, educado en el ambiente suburbano de Stratford, Ontario, su forma de vestir y de hablar — emplea jerga afroamericana como «Wassup man, how you doin'?» o «It's like, you know, whateva'» — sugiere que busca imitar a sus raperos favoritos».
Desde su impacto y fama mundial como ídolo adolescente, con frecuencia Justin Bieber comenzó a aparecer en revistas para adolescentes como Tiger Beat y fue etiquetado múltiples veces como un «rompecorazones juvenil». 
Con el propósito de recaudar fondos para la organización sin fines de lucro Pencils of Promise y concientizar la importancia de realizar obras benéficas, presentó al mercado una línea de esmaltes de uñas y perfumes para el género femenino.
En los museos Madame Tussaud de Nueva York, Ámsterdam y Londres se exhiben estatuas de cera de Justin Bieber.
Su corte de pelo en el año 2010, cuando Justin Bieber tenía 16 años, presentaba a un joven adolescente menos aniñado y más rebelde del Justin Bieber que todos conocían.
La consiguiente alteración de los productos para reflejar su nueva imagen, causaron que fuese tildado como el «corte de pelo más maro de todos los tiempos». Tanto fue así, que una compañía de juguetes estadounidense gastó US$100.000 para corregir miles de muñecos basados en la imagen del cantante que iban a ser vendidos en la temporada navideña de 2011.
En sus primeros años en el mundo de la música Bieber fue criticado por tener un aspecto y una voz que parecían corresponder a alguien menor de su edad, por su música pop juvenil, sus cambios de imagen y la continua atención que recibía y aún recibe de los medios de comunicación y prensa rosa hasta hoy en día. 
Desde entonces Justin Bieber un blanco frecuente de blogueros(as) y personas que publican mensajes en foros de Internet, especialmente por usuarios de YouTube y del tablón de imágenes 4chan.

## Críticas y controversias
Durante su adolescencia y principios de su juventud, Justin Bieber fue noticia mundial tras protagonizar diversas controversias debido a sus comportamientos censurables. 
En 2012, a los 18 años, fue acusado de conducción temeraria en Estados Unidos y meses después, se le acusó de vandalismo en Brasil.
Según una noticia, en julio de 2013, se le fotografió escupiendo a sus fanáticos desde el balcón de la habitación de un hotel que ocupaba en Toronto (Canadá). 
Días antes del escándalo, Justin se había enfrentado con un Dj en un bar de Ohio (EE. UU.), al cual escupió en la cara al sospechar que este le estaba sacando fotos. En enero de ese mismo año una mujer denunció que "Justin Bieber o uno de sus amigos" le habría escupido en su bebida.
El 23 de enero de 2014, Justin Bieber fue arrestado nuevamente en Miami Beach (Florida) junto a un amigo, bajo sospecha de conducir bajo los efectos de estupefacientes (o driving under the influence, DUI, en inglés), conducir con un permiso que expiró hace más de seis meses y resistirse al arresto sin violencia. La policía aseguró que Justin Bieber confesó a las autoridades haber bebido alcohol, fumado marihuana y consumido medicamentos bajo prescripción.
El cantante fue puesto en libertad bajo una fianza de US$2500. Posteriormente un informe toxicológico reveló que Justin Bieber consumió THC (un componente principal del cannabis) y un medicamento contra la ansiedad (Xanax) en el momento de su detención.
El 9 de julio de 2014, Justin Bieber fue nuevamente acusado de un cargo de delito menor por vandalismo en Calabasas, California, Estados Unidos, al lanzar más de dos decenas de huevos a la casa de su vecino junto a unos amigos, en enero de ese mismo año. El vecino aseguró que esta acción le había causado daños a su propiedad por más de 20.000 dólares americanos. 
Posteriormente los policías afirmaron que existía un vídeo donde amigos de Justin Bieber y él mismo, congratulaban diversas acciones que realizaban. Tras las acusaciones, Justin Bieber, con actitud soberbia reconoció los cargos de los que se le acusaban, y el Tribunal Superior del Condado de Los Ángeles le condenó a pagar US$80.900 en restitución, teniendo que cumplir dos años de libertad condicional, completar doce semanas de terapia sobre el control de la ira y el manejo de las emociones y cumplir cinco días de servicio comunitario en lo que el fiscal de distrito denominó como «un acuerdo negociado». 
Tras el incidente ocurrido en Calabasas, Justin Bieber se trasladó a una mansión que habría comprado en el barrio de Beverly Hills, California, Estados Unidos.
El 13 de agosto de 2014, el caso de DUI (conducción bajo sustancias) se resolvió con un acuerdo con el fiscal. Justin Bieber se declaró culpable de resistencia no violenta a la autoridad y un cargo menor por conducir sin la debida precaución y atención. El cantante fue multado con 500 dólares y sentenciado a asistir tanto a una terapia de control de la ira y manejo de las emociones y a un programa de enseñanza sobre los efectos de la conducción en estado de ebriedad sobre las víctimas. También como parte del acuerdo con el fiscal, Justin Bieber hizo una contribución de US$50.000 a Our Kids (Nuestros niños), una organización caritativa para los niños de la localidad.
El 1 de septiembre de 2014, con 20 años de edad, el cantante Justin Bieber fue nuevamente arrestado y acusado de asalto y conducción temeraria, en Stratford (Ontario) (Canadá), después de un accidente de tráfico entre un monovolumen y un vehículo todoterreno propiedad de Justin Bieber, el 29 de agosto de ese mismo año. La policía de Ontario, afirmó que el cantante posteriormente se «enzarzó en un altercado físico» con un ocupante del monovolumen. Justin Bieber fue liberado poco después y su abogado culpó del incidente a «la presencia no deseada de los paparazzi» de la que presuntamente el cantante estaba intentando huir. El 8 de septiembre del mismo año, fue arrestado en Toronto (Canadá) por un cargo de asalto originalmente ocurrido el 29 de enero de 2014, por un incidente con un conductor de limusina en diciembre de 2013, cuando el cantante contaba con 19 años de edad.
Nuevamente en noviembre de 2014, un tribunal de Buenos Aires le ordenó comparecer en Argentina en un plazo de 60 días para dar testimonio en un supuesto asalto a un fotógrafo el 9 de noviembre de 2013. Sin embargo, tras su incomparecencia en el tribunal, el juez dictaminó el arresto del cantante si volvía a entrar en el país.
En junio de 2014, cuando el cantante de 20 años de edad, se encontraba en medio de diversos problemas judiciales, se difundió un video de Justin Bieber, cuando este tenía 15 años de edad, gastando bromas trangresoras sobre "los negros", en las que utilizaba la palabra "nigga" varias veces.[cita requerida]
En el mismo mes, un segundo vídeo volvió a difundirse, en el que cual se mostraba a un sarcástico Justin Bieber de 15 años riéndose mientras canta su canción " One Less Lonely Girl ", parodiando la letra principal como "One less Lonely Nigger (Negrata)"[cita requerida]en la que dijo cosas como que "si él matara a uno (negro), sería parte del KKK". 
Justin Bieber, de 20 años, se disculpó públicamente el día en que se lanzó este último vídeo.

«Hacer frente a mis errores de hace años ha sido una de las cosas más difíciles con las que he lidiado, estoy lidiando y tendré que volver a lidiar.»[cita requerida]

En 2016, el cantante decidió cancelar los encuentros que mantenía con fanáticos después de los conciertos debido a la presión psicológica que le suponía, y publicó un anuncio para sus seguidores en el que decía:

« Cancelaré todos los encuentros con fans. Quiero que la gente sea feliz y sonría, pero no a costa de que yo siempre me quede con un sentimiento de estar exhausto mental y emocionalmente, hasta el punto de sentir ansiedad y depresión. La presión de llenar las expectativas de tanta gente, con lo que supuestamente debo ser y lo que realmente soy, es mucho peso sobre mis hombros. Nunca hubiera querido defraudaros pero siento que lo que os tengo que dar son los conciertos y los discos que siempre os he prometido, nada más. No os puedo decir cuanto lo siento, quisiera que no fuese tan difícil para mí, os quiero.»

Con el paso de los años, Justin Bieber se ha disculpado públicamente de sus acciones en un pasado al que el denomina como "desequilibrado". En 2017, con 23 años de edad, tras cancelar parte de una gira, el cantante declaraba:

«Durante años he dejado que mis inseguridades se lleven lo mejor de mí. He dejado que mis malas relaciones dicten la forma en que actúo y trato a la gente. He dejado que la amargura, los celos y el miedo conduzcan mi vida.»

A mediados de año, se tatuó en la pierna la frase "Better at 70" ("Mejor a los 70"), cuyo significado explicaba de la siguiente manera:

«Echo la vista atrás hacia un montón de cosas de mi vida, inseguridades, errores, y a pesar de que caí y de que he perdido mucho tiempo en mi vida, eso también me hace querer ser mejor persona más rápido. Para mí, personalmente, quiero trabajar para ser mejor a los 70.»

En noviembre de ese mismo año, confesó en una entrevista con la revista NME, que durante muchos años se sintió aislado y deprimido constantemente y que sólo quería adrenalina, también confesó que tuvo problemas con el consumo de cannabis y medicamentos contra la ansiedad.

«Estás en la habitación del hotel, hay fans por todas partes, paparazzis siguiéndote. Toda tu vida se vuelve muy intensa. Y cuando por fin estás tranquilo, te deprimes.»

En diciembre de 2022, a través de sus redes sociales, instó a sus aficionados a no comprar ropa con su imagen de la tienda H&M, alegando que él no la había aprobado; la cadena minorista argumentó que tenían la licencia para vender esa mercancía, pero viendo la queja del cantante decidieron retirar las prendas.

## Discografía

### Álbumes de estudio
- 2010: My World 2.0
- 2011: Under the Mistletoe
- 2012: Believe
- 2015: Purpose
- 2020: Changes
- 2021: Justice
- 2025: Swag

## Filmografía
| Año  | Programa                       | Rol             |
| ---- | ------------------------------ | --------------- |
| 2009 | True Jackson, VP               | Él mismo        |
| 2010 | Silent Library                 | Él mismo        |
| 2010 | School Gyrls                   | Él mismo        |
| 2010 | CSI: Crime Scene Investigation | Jason McCan     |
| 2011 | Justin Bieber: Never Say Never | Él mismo        |
| 2011 | So Random!                     | Él mismo        |
| 2012 | The X Factor USA               | Él mismo/Mentor |
| 2013 | Los Simpson                    | Él mismo        |

## Giras
- 2010-2011: My World Tour
- 2012-2013: Believe Tour
- 2016: Purpose World Tour
- 2022: Justice World Tour

### Redes sociales
- Justin Bieber en Facebook
- Justin Bieber en X (antes Twitter)
- Justin Bieber en TikTok
- Justin Bieber en Instagram
- Justin Bieber en YouTube.
- Justin Bieber en Spotify

- Datos: Q34086
- Multimedia: Justin Bieber / Q34086
- Noticias: Categoría:Justin Bieber